# Oreste Barale
Oreste Barale (Pezzana, 4 ottobre 1904 – Alessandria, 18 febbraio 1983) è stato un allenatore di calcio e calciatore italiano, di ruolo centrocampista.

## Carriera

### Giocatore
Mediano votato alla rottura della manovra avversaria, fu ingaggiato dalla Juventus nel 1925: in bianconero vinse due scudetti nel 1925-26 e nel 1930-31, dimostrandosi elemento importante per gli equilibri della squadra allenata da Károly e successivamente da Carcano.
Nel 1931, chiuso dall'esplosione di Luigi Bertolini, passa all'Alessandria, sempre in Serie A. Con i grigi raggiunge la finale di Coppa Italia nel 1936, diventando un beniamino dei tifosi per l'onestà e la dedizione mostrata sul campo. Dopo la retrocessione avvenuta al termine della stagione 1936-1937 lascia la squadra alessandrina per passare al Vigevano, con cui disputa tre stagioni da riserva nella serie cadetta, e al Cantù. Chiude la carriera nel Lecco, nel campionato di Serie C 1942-1943.

### Allenatore
Inizia come allenatore-giocatore a Cantù nella stagione 1940-1941 per due annate, e poi al Lecco in quella successiva. Nell'immediato dopoguerra allena nuovamente il Lecco, il Mortara e il Monza: con i brianzoli termina a centroclassifica, pur disponendo di una squadra che segna una media di quasi 2 reti a partita.
Nell'aprile 1951 viene chiamato alla guida del Pavia, nel campionato di Serie C, sostituendo Alfredo Foni passato sulla panchina della Sampdoria. Conclude il campionato al terzo posto in girone A, dietro Monza e Sanremese, ma nella stagione successiva, dopo una pesante sconfitta sul campo di Vigevano, viene esonerato in favore di Giovanni Brezzi.
A partire dal 1953 sceglie di allenare solamente formazioni di IV Serie o dilettantistiche, per poter conciliare l'attività con la professione di impiegato di banca. Nel campionato 1953-1954 è all'Abbiategrasso, e l'anno successivo torna per una stagione sulla panchina del Cantù.
In seguito allena il Verbania e il Piacenza, in IV Serie, prima di vivere un'esperienza all'estero, sulla panchina del Chiasso nella stagione 1960-1961 in Lega Nazionale B.
Rientrato in Italia, allena la Pro Sesto nel campionato di Serie D 1961-1962.

## Palmarès

### Giocatore

#### Competizioni nazionali
- Campionato italiano: 2

Juventus: 1925-1926, 1930-1931
- Campionato italiano Serie C: 1

Lecco: 1942-1943 (girone C)

### Allenatore

#### Competizioni nazionali
- Campionato italiano Serie C: 1

Lecco: 1942-1943 (girone C)